# Kasserota antica
Kasserota antica är en insektsart som beskrevs av Melichar 1913. Kasserota antica ingår i släktet Kasserota och familjen Lophopidae. Inga underarter finns listade i Catalogue of Life.